# Seznam církví a náboženských společností v Česku

Katedrála svatého Víta, Václava a Vojtěcha na Hradčanech

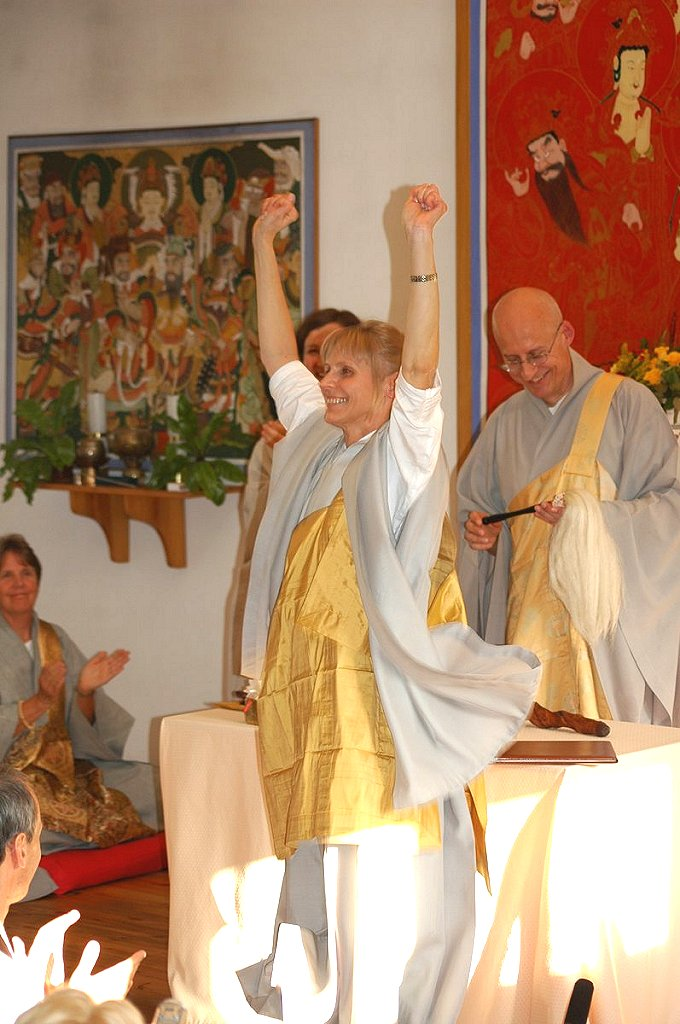
Čeští buddhisté se zenovou mistryní Bon Shim

Církve a náboženské společnosti v České republice mohou být registrovány podle speciálního zákona, čímž se stávají z hlediska státního práva právnickými osobami speciálního typu a mohou pak zřizovat a nechat si zaevidovat další právnické osoby podle téhož zákona. Případný vztah těchto vnitrostátních právnických osob k nadnárodní církvi nebo jiné organizaci musí být popsán v základním dokumentu, jehož zpracování je jednou z podmínek registrace.
Neregistrované církve a náboženské společnosti mohou na základě sdružovacího práva a dalších lidských práv svých členů působit také, a to buď jako jiný typ právnické osoby (například jako spolek) nebo neformálně bez společné právní subjektivity, ale pak se na ně nevztahují výsady ani povinnosti stanovené pro registrované církve a náboženské společnosti speciálním zákonem o církvích a náboženských společnostech, například právo požádat o oprávnění působit na státních školách, v armádě atd., o oprávnění být financovány podle zvláštních zákonů atd. Registrace není povinná, úvodní části zákona (§ 4, o svobodě vyznání, a § 5, podmínky vzniku a působení) se vztahují i na neregistrované církve a náboženské společnosti.
Zákon nenutí registrované církve a náboženské společnosti, aby se výslovně rozhodly, zda jsou církví, nebo zda jsou náboženskou společností, popřípadě obojím současně, a neumožňuje ani neukládá ani ministerstvu kultury, aby o tom v rámci registrace rozhodlo za ně. Proto registrované subjekty nelze jednoznačně na tyto dvě skupiny rozdělit, pokud se samy ve svém názvu nebo základním dokumentu některým z těchto slov neoznačily.
Církev a náboženská společnost rovněž není povinna se výslovně přihlásit k některému z náboženství nebo náboženských směrů, v základním dokumentu musí v tomto ohledu uvést pouze poslání církve a náboženské společnosti a základní články její víry.

## Registrované církve a náboženské společnosti
Ke konci roku 2022 je v České republice registrováno 44 církví a náboženských společností. Téhož roku bylo v rámci Ministerstva kultury ČR zřízeno samostatné oddělení pro církve a náboženské společnosti (SOCNS). Od té doby je počet úspěšně schválených církví a hnutí stejný, změny nastávají pouze v počtu řízení s novými uskupeními.
Seznam je řazen chronologicky podle data registrace, subjekty se stejným datem registrace jsou řazeny abecedně. Zvláštními právy se rozumí 6 práv, která jsou přiznávána ministerstvem po splnění zákonných podmínek na základě žádosti: právo církevních sňatků, duchovní služby ve věznicích, v ozbrojených silách, vyučovat náboženství ve státních školách, zřizovat církevní školy a právo zpovědního tajemství.

## Náboženské tradice v Česku
Orientační symboly náboženství zastoupených v České republice:
| abrahámovská náboženství: - katolické křesťanství - pravoslavné křesťanství - evangelické křesťanství (protestantství) - evangelikální křesťanství, ostatní - judaismus - islám - Bahá'í |  | indická náboženství: - tibetský buddhismus (vadžrajána) - mahájánový buddhismus - zenový buddhismus (čchan) - théravádový buddhismus - hinduismus |  | nová náboženská hnutí: - slovanské novopohanství (Rodná víra) - eklektické novopohanství - Wicca - severské novopohanství - neodruidství - keltské novopohanství - scientologové - hnutí Haré Kršna |

## Seznam církví a náboženských společností

### Církve a náboženské společností registrované podle zákona č. 308/1991 Sb.

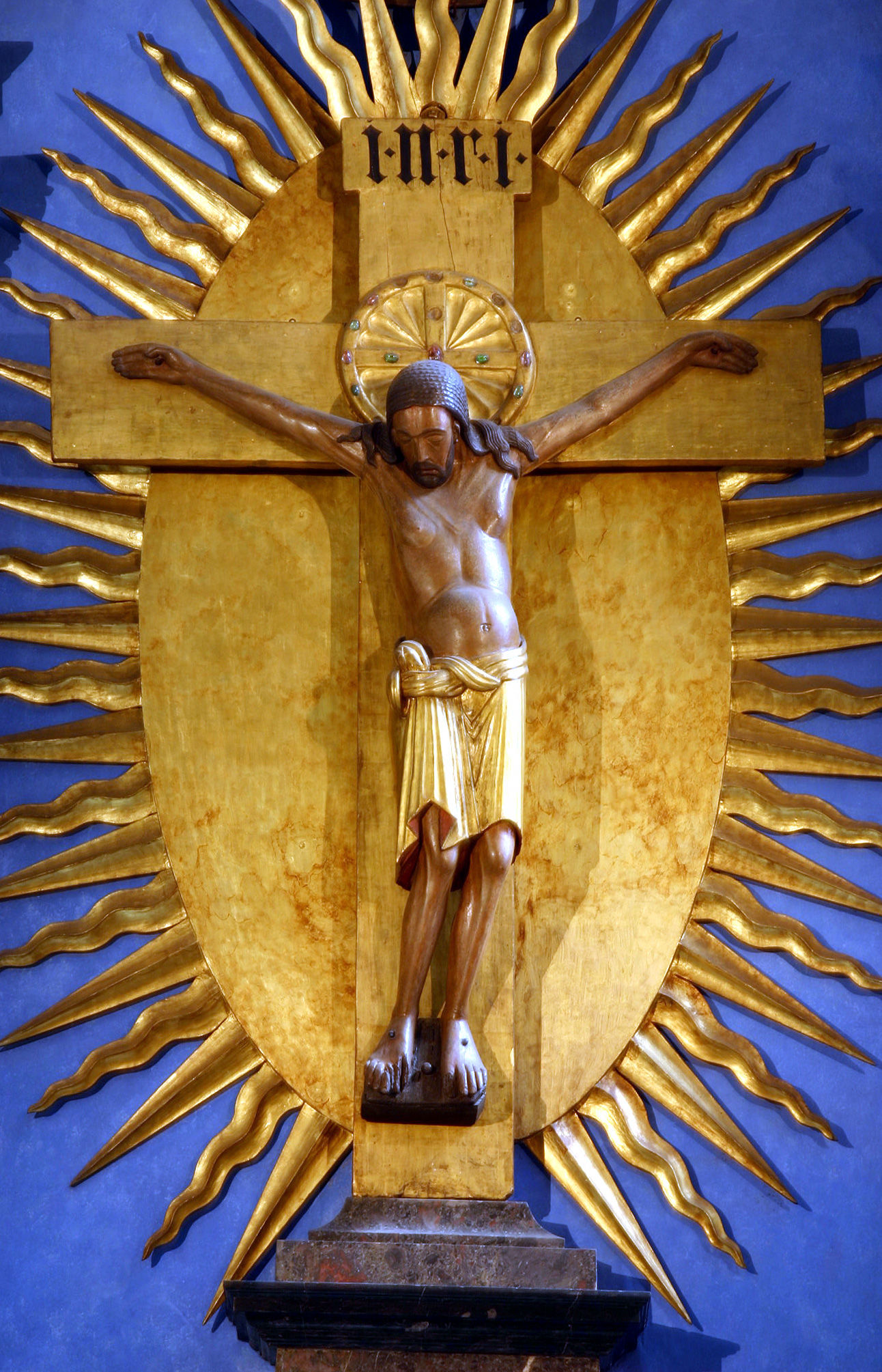
Okázale zdobený krucifix

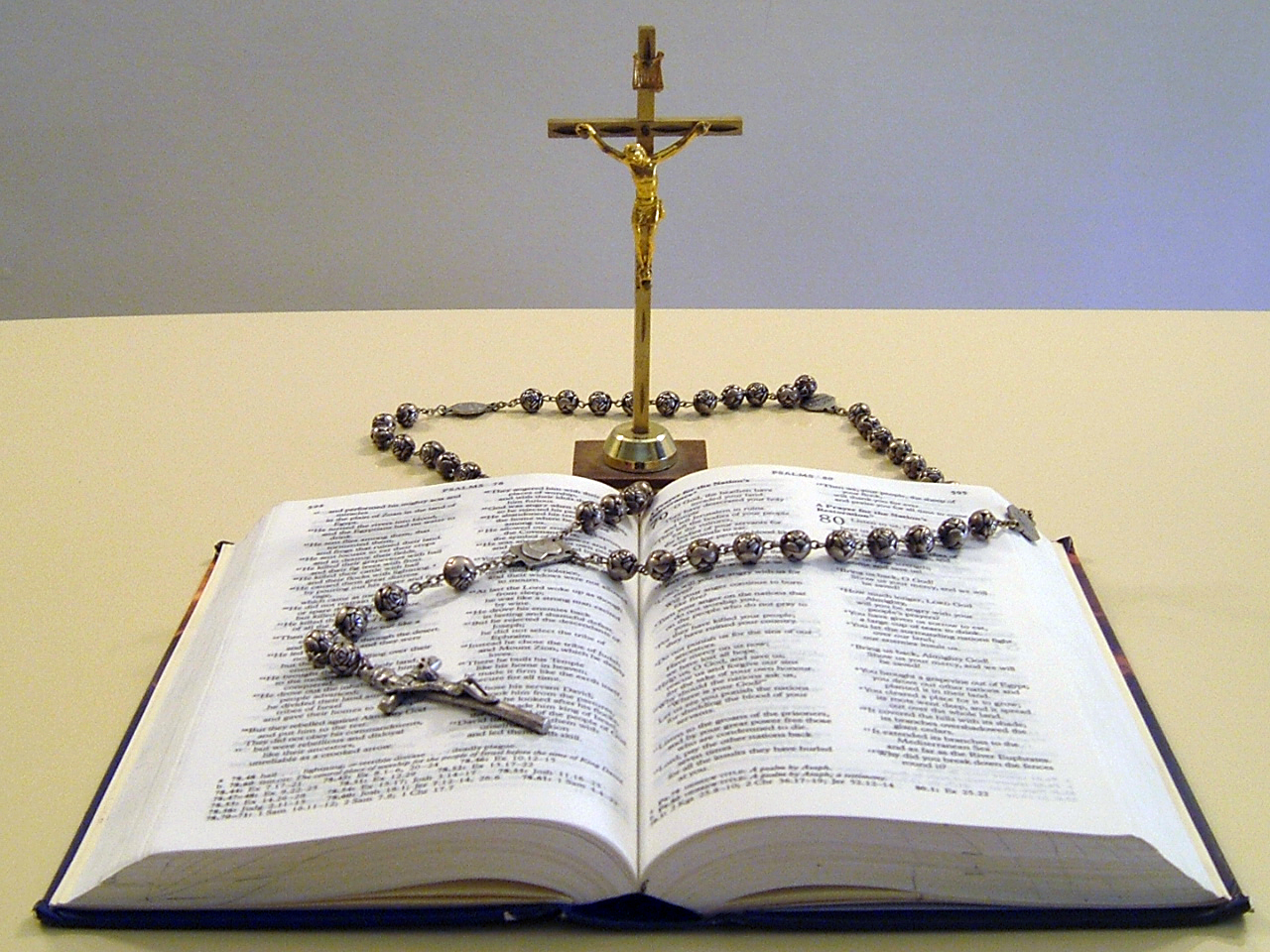
Bible

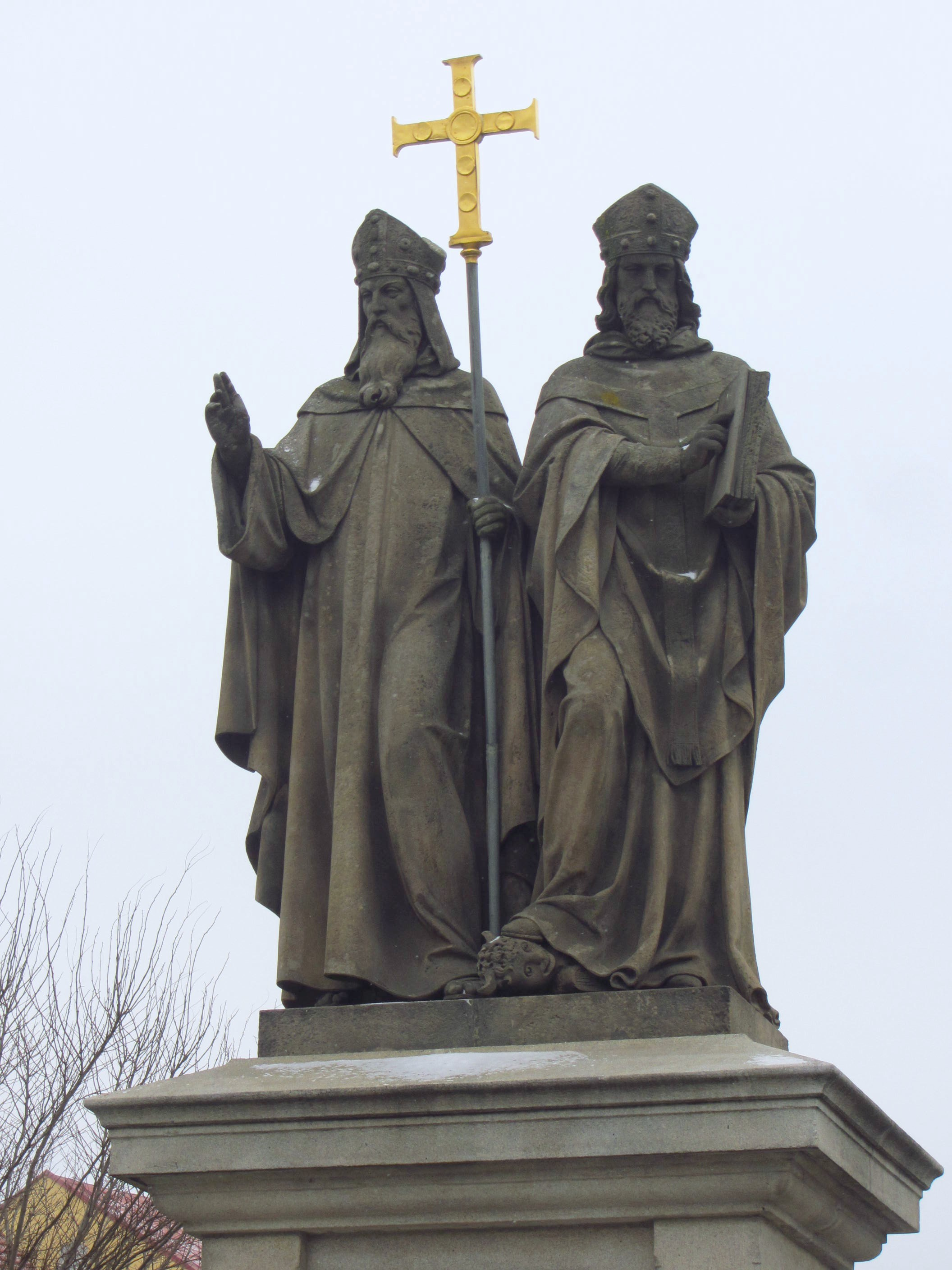
Sousoší svatých Cyrila a Metoděje v Třebíči

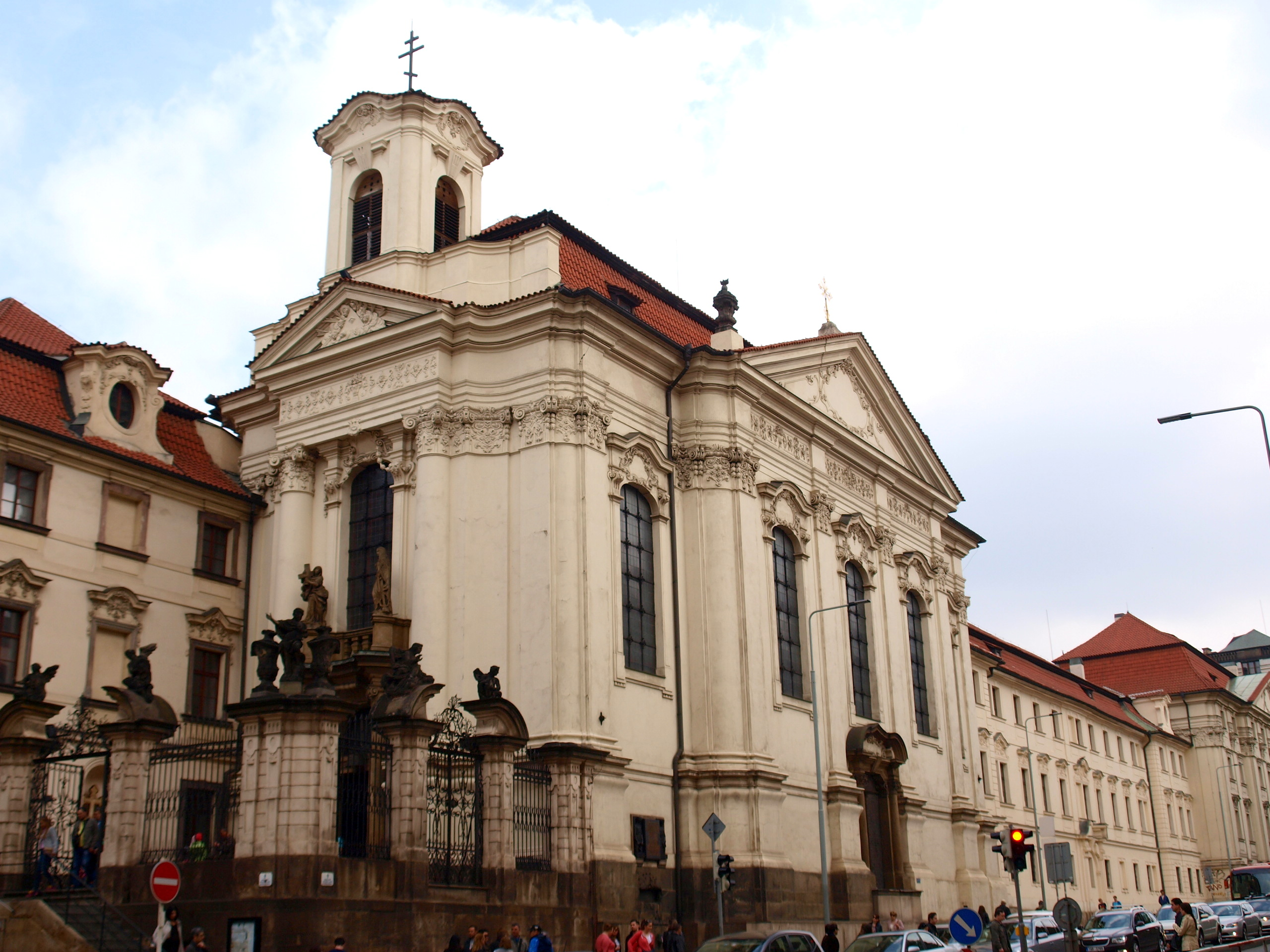
Katedrální chrám svatých Cyrila a Metoděje, ústřední pravoslavný chrám pražské eparchie

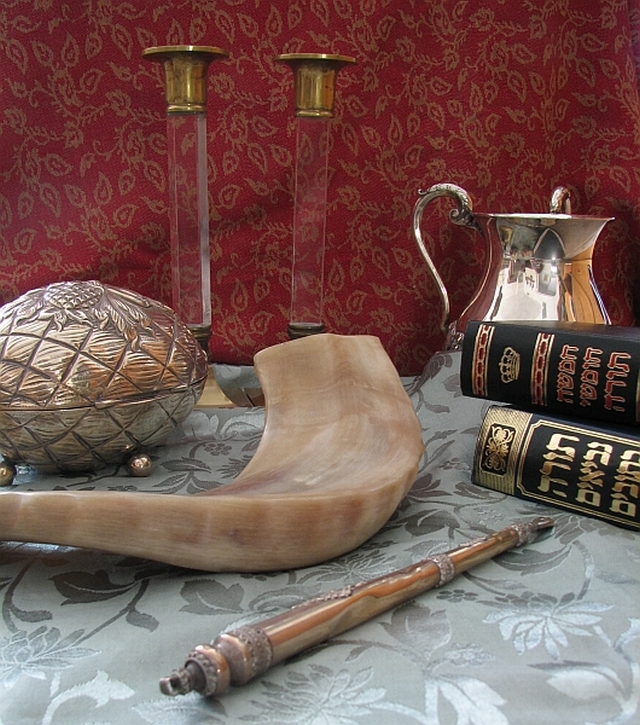
Liturgické předměty judaismu

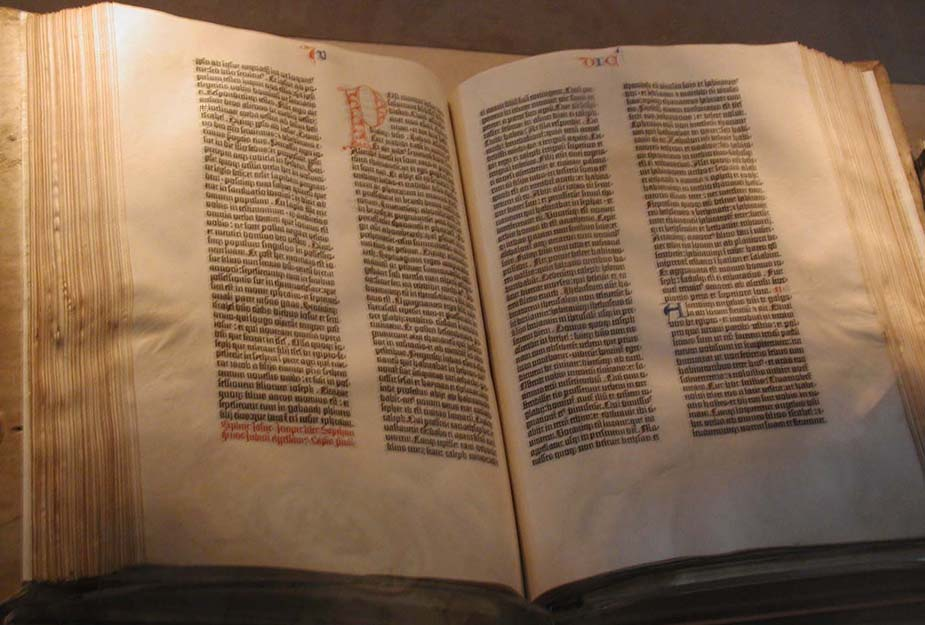
Gutenbergova bible

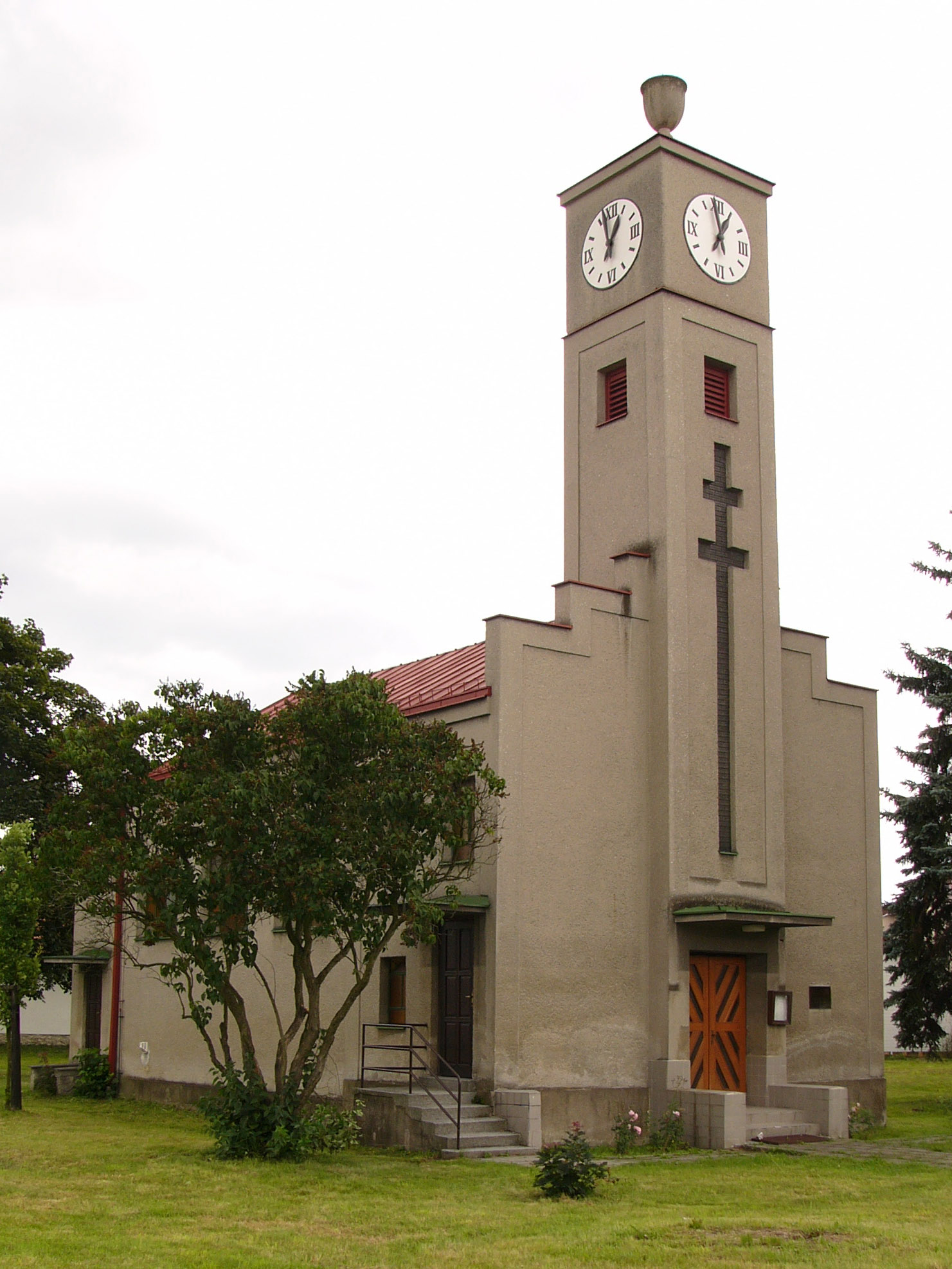
Sbor Prokopa Holého v Olomouci-Černovíře, Církev československá husitská

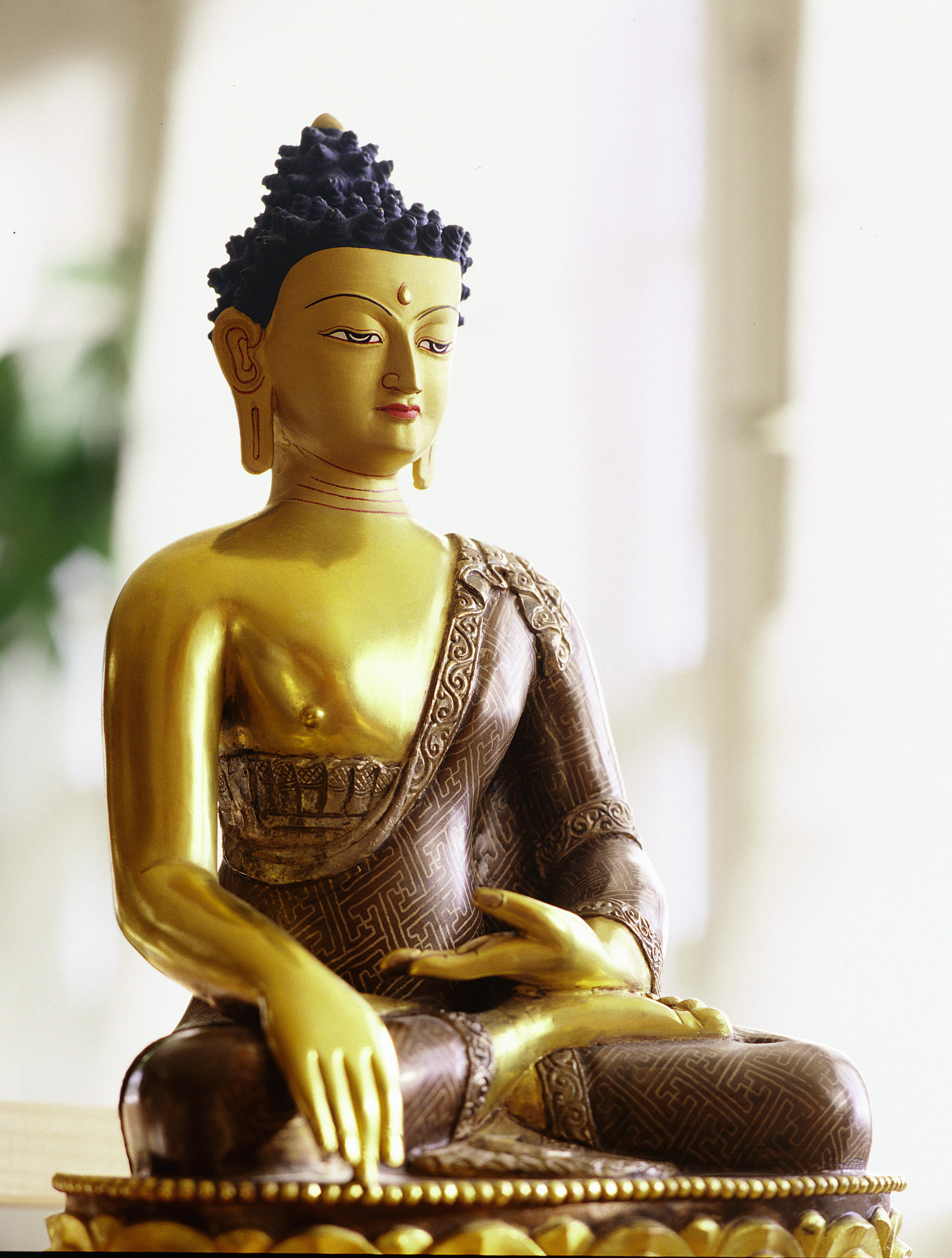
Socha Buddhy

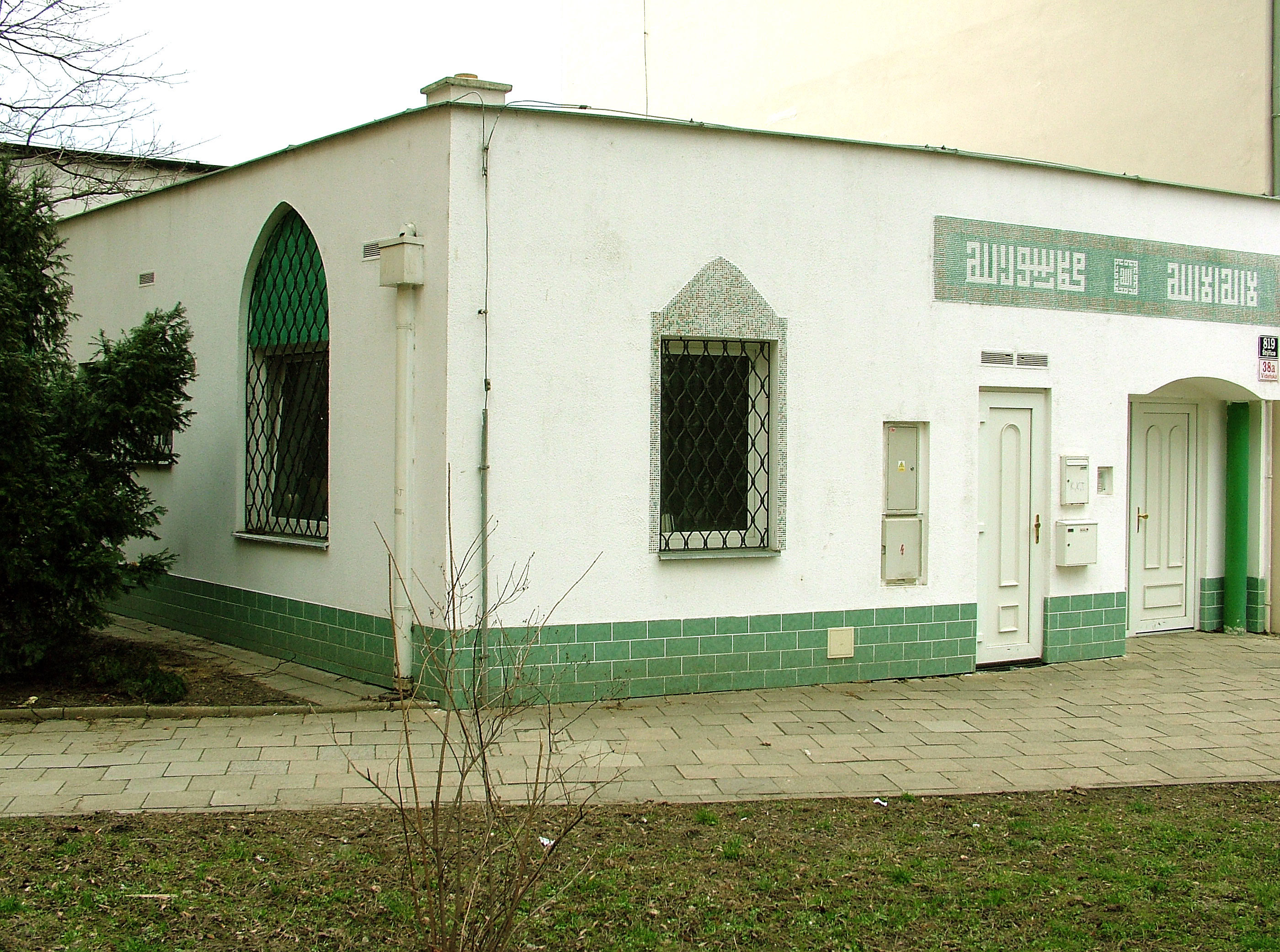
Brněnská mešita (Brno-Štýřice, 2007)

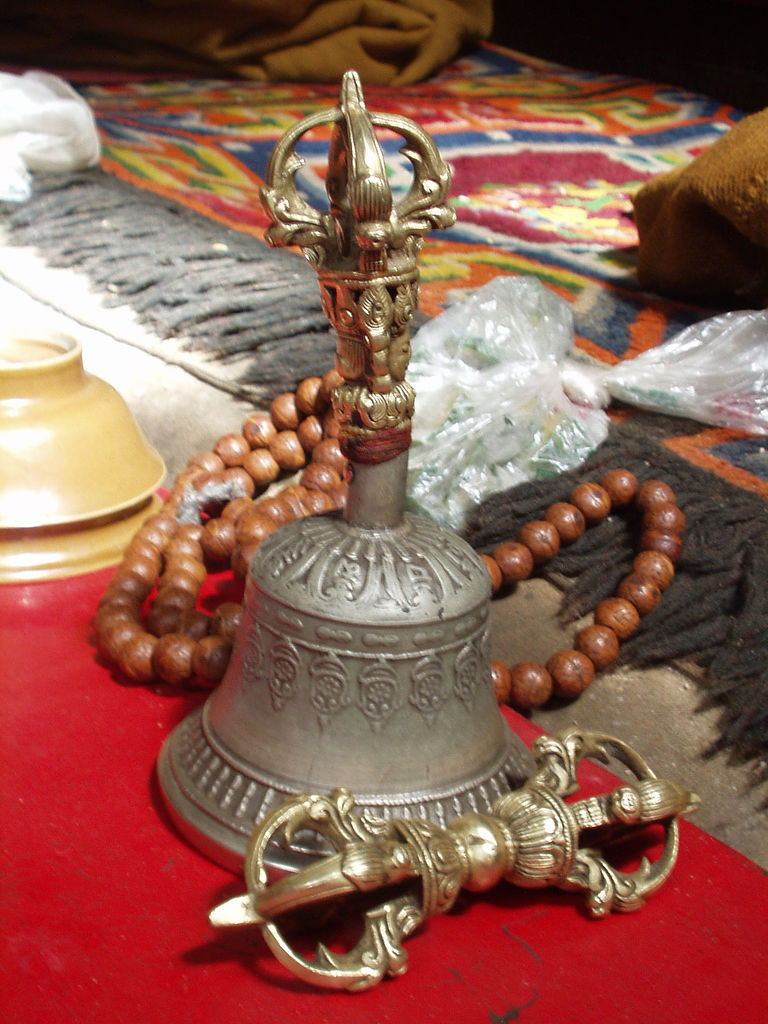
Rituální pomůcky užívané v buddhismu Diamantové cesty, dordže, zvonek a mála.

1. Církev řeckokatolická[3] – Registrace převzata z Rakousko-Uherska, zvláštní práva včetně zpovědního tajemství a s výjimkou práva vyučování náboženství ve státních školách a zakládání církevních škol přiznána 7. ledna 2002.
2. Církev římskokatolická[4] – Registrace převzata z Rakousko-Uherska, zvláštní práva včetně zpovědního tajemství přiznána 7. ledna 2002, přidružený člen Ekumenické rady církví (ERC), člen Vojenské duchovní služby (VDS).
3. Českobratrská církev evangelická[5] – Registrace převzata z Rakousko-Uherska, zvláštní práva včetně zpovědního tajemství přiznána 7. ledna 2002, člen ERC, člen VDS.
4. Evangelická církev augsburského vyznání v České republice[6] (ECAV, dřívější Slovenská evangelická církev augsburského vyznání) – Registrace převzata z Rakousko-Uherska, zvláštní práva včetně zpovědního tajemství a s výjimkou práva vyučování náboženství ve státních školách a zakládání církevních škol přiznána 7. ledna 2002, člen ERC.
5. Jednota bratrská[7] – Registrace převzata z Rakousko-Uherska, zvláštní práva včetně zpovědního tajemství s výjimkou vyučování náboženství ve státních školách přiznána 7. ledna 2002, člen ERC.
6. Pravoslavná církev v českých zemích[8] – Registrace převzata z Rakousko-Uherska, zvláštní práva včetně zpovědního tajemství a s výjimkou práv vyučovat náboženství ve státních školách a zakládat církevní školy přiznána 7. ledna 2002, člen ERC.
7. Slezská církev evangelická augsburského vyznání[9] – Registrace převzata z Rakousko-Uherska, zvláštní práva včetně zpovědního tajemství přiznána 7. ledna 2002, člen ERC.
8. Starokatolická církev v České republice[10] – Registrace převzata z Rakousko-Uherska, zvláštní práva včetně zpovědního tajemství přiznána 7. ledna 2002, člen ERC.
9. Církev československá husitská[11] – Registrace převzata z roku 1920, zvláštní práva včetně zpovědního tajemství přiznána 7. ledna 2002, člen ERC, člen VDS,
10. Náboženská společnost českých unitářů[12] – Registrace převzata z roku 1930, zvláštní práva být financována, církevních sňatků a zpovědního tajemství přiznána 7. ledna 2002.
11. Bratrská jednota baptistů[13] – Registrace převzata z roku 1951, zvláštní práva včetně zpovědního tajemství s výjimkou vyučování náboženství ve státních školách přiznána 7. ledna 2002, člen ERC.
12. Federace židovských obcí v České republice[14] – Registrace převzata z Rakousko-Uherska, zvláštní práva být financována, církevních sňatků a zřizování církevních škol přiznána 7. ledna 2002, pozorovatelský člen ERC.
13. Církev adventistů sedmého dne[15] – Registrace převzata z roku 1951, zvláštní práva včetně zpovědního tajemství přiznána 7. ledna 2002, pozorovatelský člen ERC, člen VDS.
14. Církev bratrská[16] – Registrace převzata z roku 1951, zvláštní práva včetně zpovědního tajemství s výjimkou vyučování náboženství ve státních školách přiznána 7. ledna 2002, člen ERC, člen VDS.
15. Evangelická církev metodistická[17] – Registrace převzata z roku 1951, zvláštní práva včetně zpovědního tajemství a s výjimkou práva vyučování náboženství ve státních školách a zakládání církevních škol přiznána 7. ledna 2002, člen ERC.
16. Křesťanské sbory[18] – Registrace převzata z roku 1956, zvláštní práva včetně zpovědního tajemství a s výjimkami práva být financována podle zvláštního zákona, práva působení v ozbrojených silách a práva zřizovat církevní školy přiznána 7. ledna 2002
17. Novoapoštolská církev v České republice – Registrace převzata z roku 1956, zvláštní práva církevních sňatků a zpovědního tajemství přiznána 7. ledna 2002.
18. Apoštolská církev[19] – Registrace převzata z roku 1989, zvláštní práva včetně zpovědního tajemství přiznána 7. ledna 2002, člen ERC.
19. Církev Ježíše Krista Svatých posledních dnů v České republice[20] – Registrace převzata z roku 1990, zvláštní práva církevních sňatků a zpovědního tajemství přiznána 7. ledna 2002.
20. Náboženská společnost Svědkové Jehovovi[21] – Zaregistrována dne 1. září 1993, zvláštní práva církevních sňatků, duchovní služby ve věznicích a vyučování náboženství ve státních školách přiznána 7. ledna 2002, právo na zpovědní tajemství nejprve zamítnuto (v roce 2008 potvrzeno Ústavním soudem),[22] přiznáno 2011 na základě změny základního dokumentu.
21. Luterská evangelická církev augsburského vyznání v České republice[23] – Zaregistrována dne 19. ledna 1995, zvláštní práva včetně zpovědního tajemství, s výjimkami působení ve věznicích a v armádě a práva zřizovat církevní školy, přiznána 7. ledna 2002. Vznikla rozdělením Slezské církve evangelické augsburského vyznání.

### Církve a náboženské společností registrované podle zákona č. 3/2002 Sb.
1. Církev Křesťanská společenství[24] – Zaregistrována dne 20. června 2002.
2. Obec křesťanů v České republice[25] – Zaregistrována dne 4. září 2002.
3. Mezinárodní společnost pro vědomí Krišny, Hnutí Hare Krišna Česká republika[26] (ISKCON) – Zaregistrována 21. listopadu 2002.
4. Česká hinduistická náboženská společnost[27] – v počátcích v 90. letech jako Jóga v denním životě, zaregistrována 25. listopadu 2002. – Tatáž společnost změnila roku 2016 název na Višva Guru Díp Hindu Mandir – české hinduistické společenství (registrována od 11. června 2015), pod nímž působí do současnosti.[28] Známé uskupení Jóga v denním životě je její sesterskou organizací.[29]
5. Ústředí muslimských obcí v České republice – Zaregistrována od 7. září 2004.[30] – Je jedinou náboženskou společností, která byla v minulosti uznána a registrace jí původním zákonem nebyla rokem 1991 přiznána: dosáhla jí až dodatečně.[31].
6. Buddhismus Diamantové cesty linie Karma Kagjü – Zaregistrována 8. června 2007.
7. Višva Nirmala Dharma – Zaregistrována 14. července 2007.
8. Ruská pravoslavná církev, podvorje patriarchy moskevského a celé Rusi v České republice – Zaregistrována 26. května 2007.
9. Církev živého Boha[32] – Zaregistrována 15. prosince 2007.
10. Církev Nová naděje[33] – Zaregistrována 3. září 2009.
11. Církev Slovo života – Zaregistrována 6. srpna 2010[34].
12. Církev víry – Zaregistrována 22. května 2012[35]
13. Církev Svatého Řehoře Osvětitele – Zaregistrována 27. března 2013[36]. Řehoř Osvětitel (Grigor Lusavorič) byl roku 301 zakladatelem Arménské apoštolské (gregoriánské, pravoslavné) církve
14. Armáda spásy Zaregistrována 25. září 2013[37][38]
15. Církev Nový život Zaregistrována 3. října 2013.[39]
16. Církev Oáza Zaregistrována 11. října 2014.[40]
17. Společenství Josefa Zezulky[41] Zaregistrováno 19. prosince 2014.[42]
18. Kněžské bratrstvo svatého Pia X., registrace dne 5. června 2018
19. Théravádový buddhismus, registrace dne 26. června 2018
20. Společenství baptistických sborů, registrace dne 29. března 2019
21. Společenství buddhismu v České republice,	registrace dne 25. června 2020
22. Křesťanská církev esejská - registrace dne 20. ledna 2022[43]
23. Náboženská společnost Slované - registrována dne 1. února 2022[43]

### Svazy církví a náboženských společností registrované podle zákona č. 3/2002 Sb.
Podle stavu k únoru 2008 byly registrované tyto dva svazy církví a náboženských společností:
1. Vojenská duchovní služba – Registrována 4. února 2005.
2. Ekumenická rada církví v České republice – Registrována 19. července 2005. Plné členství: Apoštolská církev, Bratrská jednota baptistů, Církev bratrská, Církev československá husitská, Českobratrská církev evangelická, Evangelická církev augsburského vyznání v České republice, Evangelická církev metodistická, Jednota bratrská, Pravoslavná církev v českých zemích, Slezská církev evangelická augsburského vyznání, Starokatolická církev v ČR. Přidružené členství: Církev římskokatolická. Pozorovatelské členství: Federace židovských obcí v České republice, Církev adventistů sedmého dne.

### Neregistrované církve a náboženské společnosti

#### V řízení o registraci
K 28. 12. 2022 neprobíhá žádné řízení o registraci nové církve nebo náboženské společnosti.

#### Zamítnuté registrace
Žádost o registraci byla zamítnuta těmto církvím nebo jiným náboženským společnostem:
1. Církev sjednocení Koncem 90. let 20. století podalo Hnutí sjednocení žádost o registraci v Česku, ale ministerstvo kultury ČR to odmítlo.[45][46] Podle Davida Sbírala hnutí splňovalo podmínky příslušného zákona a tedy i v polistopadové éře se členové církve zřejmě stali obětí diskriminace ze strany státních institucí.[47]
2. Ukrajinská pravověrná řeckokatolická církev Podána žádost dne 25. 5. 2011[48].
3. Ekumenická církev svatého Jana Jeruzalémského, řádu rytířů Rhodosu a Malty Právní moc zamítnutí od 25. října 2002[44]
4. Židovské Centrum Chai Právní moc zamítnutí 20. září 2004[34][44]
5. Ukrajinská řeckokatolická církev Právní moc zamítnutí od 3. října 2004[34][44] (pravděpodobně skupina, které se označuje též jako Ukrajinská pravověrná řeckokatolická církev)
6. Arménská apoštolská pravoslavná církev Právní moc zamítnutí od 20. června 2006[44]
7. Církev husitská (nezaměňovat s CČSH) Podána žádost dne 28. 7. 2010[34][49] Podle Idnes.cz představitelé svůj návrh ani po několikerém upozornění nedoplnili, a proto ministr kultury Jiří Besser řízení na konci října 2011 (rozhodnutí ze 17. 10. nabylo právní moci 26. 10. 2011[44]) zastavil (či rozhodl o zamítnutí registrace[44]) a církev 7. listopadu 2011 podala nový návrh na registraci, v němž má údajně opět nedostatky.[50] Podle iDnes se nejednalo o nový návrh, ale o rozklad proti zamítnutí.[38]
8. Pivní církev Dne 27. 4. 2011 podána žádost[51]. Podle iDNES.cz a Parlamentních listů jde o recesi a bylo pravděpodobné, že ministerstvo návrh na registraci církve zamítne. K 19. červenci 2012 nabylo právní moci rozhodnutí o zamítnutí registrace.
9. Církevní združení Jednota sv. Klimenta Podána žádost dne 20. srpna 2012[44] IDnes je v říjnu 2012 označilo za neznámé.[38]. Jednota svatého Klimenta se sídlem Stránského 20a, Brno-Žabovřesky, je zaregistrovaná od 14. května 1990 jako občanské sdružení.[52] Jakási dobrovolnická organizace Jednota sv. Klimenta se sídlem v Břeclavi a s mládežnickou pobočkou v Brně se údajně začátkem 90. let snažila o záchranu hradu Obřany.[53] Matěj Procházka byl v Brně roku 1849 spoluzakladatelem Katolické jednoty sv. Klementa.[54][55]
10. Církev husitská Jana Žižky z Trocnova Žádost zamítnuta dne 15. 4. 2014.[56]
11. Křesťanská církev svobodných řeholníků Žádost zamítnuta dne 3. 6. 2014.[56]
12. Česká ortodoxní církev Žádost zamítnuta dne 17. 9. 2014.[56]
13. The Church of All Saints Žádost zamítnuta dne 21. 11. 2014.[56]
14. Řád Strážců koruny a meče krále železného a zlatého Žádost zamítnuta dne 10. 4. 2015.
15. Česká pravoslavná církev Žádost zamítnuta 20. 7. 2015.
16. Pauperes commitiones Christi templique Salomonici - SKT Žádost zamítnuta 18. 5. 2016.
17. Konopná církev Žádost zamítnuta 28. 1. 2019, zamítnutí kasační stížnosti 10. 3. 2023.[57]
18. Lvi kulatého stolu, Řád Zemí Koruny české Žádost zamítnuta 22. 12. 2016.[58][pozn. 1]
19. Cesta Guru Járy Žádost zamítnuta 20. 9. 2017, zamítnutí kasační stížnosti 11. 4. 2023.[57]
20. Esorum Risorum (Ecclesia Risorum, Církev smíchu) Žádost zamítnuta 28. 5. 2020, zmínka z roku 2022 hovoří o soudním přezkumu.[58] 22. února zamítl Nejvyšší správní soud kasační stížnost  a následně Ústavní soud odmítl dne 24. července ústavní stížnost přípravného výboru.[66]
21. Náboženská společnost Boží dvojice Žádost zamítnuta 13. 8. 2020.[67]
22. Eleutheriánství Řízení zastaveno 24. 3. 2022.[67][68]
23. Protestantská církev Svaté Korony Žádost zamítnuta 16. 9. 2022, představitelé se odvolali[68] Městský soud v Praze dne 28. února 2024 zamítl žalobu přípravného výboru, kasační stížnost podána Nejvyššímu správnímu soudu, který zatím nerozhodl.[66]
24. Česká církev křesťansko sociální Žádost zamítnuta 11. 8. 2023, zamítnutí stížnosti ministrem 19. 1. 2024.[57]

#### Jiné neregistrované církve a náboženské společnosti
(Neúplný výčet)
1. Anglikánská církev, anglikánská farnost, resp. starokatolická farnost anglicky mluvících věřících (kostel U Klimenta, Praha 1, Klimentská 5) registrována pod starokatolickou církví
2. Apoštolská episkopální církev katolická (diecéze slovenské starokatolické církve; tato diecéze netvoří jeden celek se Starokatolickou církví v České republice)
3. Česká evangelická luteránská církev
4. Ánanda Márga Ášram v obci Maršovice[69]
5. Bahá'í společenství ČR
6. Bodhi Path – Buddhistická centra[pozn. 2]

1. Církev C3[75][76]
2. Církev jednoty
3. Církev militantního ateismu[77] založena 12. 12. 2012
4. Církev Živý kámen Praha Spojena s působením pastora Martina Njamby ze  Zambie, o aktivitě církve však nejsou aktuální veřejné informace[78]
5. Ček Árya Sabhá - Árjasamádž České republiky Založena v Dillí, dne 27. 10. 2006[pozn. 3]
6. Česká pohanská společnost (ČPS)
7. Druidové Boiohaema Založeno ve svátek Samhain 2006[80]
8. Hnutí grálu[81]
9. Kvakeři
10. Mezinárodní letniční církev Praha – Jižní Město
11. Mezinárodní letniční společenství Sesterská apoštolská církev k United Pentecostal Church International (UPCI)
12. Mezinárodní Pohanská Federace pro Čechy, Moravu a Slezsko (PFIcz)
13. Prokopská škola indoevropské duchovní tradice (gnostici), spojená s osobou Jana Kozáka[82][83]
14. Reformovaná kongregace Nejsvětější Trojice (přidružený člen Společenství reformovaných evangelikálních církví)[84][85]
15. Rodná víra (slovanské novopohanství)
16. Satanova komunita (zrušená, resp. dobrovolně rozpuštěná)
17. Scientologická církev[86]
18. Thajské buddhistické centrum v České republice Chrám v Praze-Březiněvsi
19. Vlčí kult – Brothrjus wulfe
20. Zenová škola Kwan Um